# Le ménage moderne du Madame Butterfly
Le ménage moderne du Madame Butterfly es una película pornográfica francesa de 1920. Es famosa por ser la primera película conocida que incorporó escenas bisexuales y homosexuales.

## Antecedentes
Bernard Natan fue un judío rumano que había producido, dirigido y actuado en, por lo menos, una película pornográfica heterosexual antes de 1920. Ese año, tras el final de la Primera Guerra Mundial, Natan emigró a Francia. Entre 1920 y 1927, produjo, dirigió y actuó en por lo menos otros 20 películas pornográficas (un número importante, teniendo en cuenta la época y la tecnología). Varias de esas películas incluían escenas de sexo oral y anal de carácter tanto homosexual como bisexual y el mismo Natan actuó en algunas escenas homo y bisexuales.
Le Menage Moderne Du Madame Butterflyes una de las primeras películas pornográficas realizadas por Natan y la primera de sus obras que muestra actos homo y bisexuales. Aunque la fecha de estreno es incierta, los estudiosos creen que la película fue distribuida hacia 1920.
La producción es de notable calidad, incluso en comparación con el cine comercial de la época. Incluye escenas filmadas en una ciudad asiática llena de rickshaw y un barco navegando por el Océano Pacífico. El vestuario y los escenarios son casi lujosos. La película posee un largo y complejo argumento que incluye intertítulos.

## Polémica
La tesis de que la película fuera obra de Natan ha sido contestada por el historiador francés André Rossel-Kirschen. Rossel-Kirschen, que responde al artículo de Joseph W. Slade en The Journal of Film and Video, origen de la teoría de que Natan habría producido y actuado en el cine pornográfico, afirma que los datos dados por Slade son falsos en su mayor parte. El actor en Le ménage moderne du Madame Butterfly no sería Natan, sino un actor mucho más joven, de entre 18 y 25 años. Rossel-Kirschen afirma que la información dada por Slade proviene en parte de la campaña antisemita de la que fue víctima Natan durante los años inmediatamente anteriores a la II Guerra Mundial y en parte está simplemente originada por la ignorancia de las fuentes francesas, como demuestra el hecho de que no supiera que Natan se casó en 1909.

## Argumento
La película está basada en la ópera Madama Butterfly de Giacomo Puccini.
El teniente Pinkerton (interpretado por el actor francés J. H. Forsell) es un robusto marinero estadounidense de permiso en Japón. Pinkerton se casa con la joven Madama Butterfly (una actriz desconocida) y la viola, mientras que la sirvienta de Butterfly, Soosooky (otra actriz desconocida), los espía y se masturba con la escena. Pinkerton luego se marcha. Un nuevo personaje, Pink-hop, un «culi» (interpretado por Natan), espía a Butterfly y Soosooky mientras ambas realizan sexo lésbico. El culi mientras tanto se masturba.
Pinkerton regresa y se enoja por la demora de Pink-hop en abrirle la puerta. Como castigo, realiza sexo oral y anal con el sirviente. La intención violenta del castigo está mezclada con el humor (por ejemplo, Pinkerton contoneando sus nalgas hacia la cámara), Seguidamente, Pinkerton realiza sexo oral, anal y vaginal con Soosooky. Mr. Sharpless (un actor desconocido) se encuentra con Butterfly y realiza varios actos sexuales con ella. Luego le dice a Butterfly que Pinkerton ha vuelto, pero que está casado con una mujer norteamericana. Pinkerton, Soosooky y el culi entran. Una furiosa Butterfly acusa a Pinkerton, pero no puede resistir sus encantos. El grupo de los cinco comienzan una escena de sexo: el culi es penetrado analmente por Pinkerton y Sharpless mientras realiza un cunnilingus a las mujeres. Luego, mientras tiene sexo vaginal y anal con las mujeres, el coolie realiza felaciones a Pinkerton y Sharpless. La película termina con Pinkerton despidiéndose con la mano de la audiencia.
Se realizaron dos conjuntos de intertítulos. Los franceses son en general jocosos e ingeniosos, burlándose del racismo y la arrogancia norteamericana, jugando con una serie de dobles sentidos. Los intertítulos en inglés poseen en cambio un tono mucho más crudo y racista.

## Importancia
Le Menage Moderne Du Madame Butterfly es la película más antigua que se conserva en la que se realizan actos sexuales homosexuales. La primera película que muestra a hombres desnudos fue realizada por Eadweard Muybridge en las décadas de 1880 y 1890 como parte de su estudio de la locomoción humana.
La primera película pornográfica de la historia parece haber sido realizada en 1908. Entre 1908 y la llegada del cine pornográfico a los cines de EE. UU. en 1970 se realizaron unas 2000 películas pornográficas; unas 500 anteriores a 1960. Se estima que un 10% de las películas pornográficas anteriores a 1970 contenían algún tipo de actividad homosexual, que puede ir desde una mano en el hombro, cadera o pierna, hasta sexo anal u oral (y más). Sin embargo, casi todas las obras existentes muestran el sexo homosexual en el contexto de una hegemonía heterosexual. La mayoría del sexo homosexual ocurre durante un acto heterosexual, convirtiendo el acto sexual en bisexual.
Le Menage Moderne Du Madame Butterfly es poco habitual no solo en que muestra actos sexuales de carácter homosexual, sino que lo hace muy pronto en la historia del cine pornográfico. Sin embargo, al igual que lo hicieron otras películas posteriores, Le Menage Moderne Du Madame Butterfly solo muestra actos sexuales entre hombres como desviados, estableciendo firmemente la heterosexualidad de los personajes y a menudo mostrando la sexualidad como básicamente bisexuales; por ejemplo, el contacto sexual entre hombres ocurre mientras los hombres también están realizando un acto sexual heterosexual.
La película también es conocida por ser una de las primeras películas para adultos producida y dirigida por Bernard Natan. Estudiosos se han sorprendido de que un cineasta novato produjera una obra que contenía actos sexuales que pudieran ofender o enojar a su audiencia, principalmente hombres heterosexuales. Historiadores del cine han afirmado que， el hecho de que Natan estuviese dispuesto a tomar ese riesgo y su sutil comprensión del papel del homoerotismo y la homosexualidad en la identidad sexual del hombre francés, es parte de su legado a la posteridad.
La voluntad de Natan, no solo de producir, escribir y dirigir, sino también de actuar en películas pornográficas bisexuales es tanto más sorprendente si se tiene en cuenta que, nueve años después del estreno de Le Menage Moderne Du Madame Butterfly, Bernard Natan era el dueño del principal estudio de cine de Francia: Pathé.